# Elementia
Elementia, S.A.B de C.V es una empresa cementera y constructora mexicana fundada en el año 1952, que produce ciertos minerales como el cemento y otros metales, es conocida por ser una de las empresas cementeras más grandes e importantes de Latinoamérica, además de comercializar sus productos a nivel internacional teniendo presencia en el continente americano. Elementia es una filial de las empresas Grupo Carso y Orbia Advance Corporation y tiene su sede en la Ciudad de México, México.

## Historia
Antes de la creación de Elementia empezaría sus orígenes desde el año 1932 la empresa Eureka México inicia sus operaciones fabricando materiales para la industria de la construcción, a partir de ese entonces empresas como Eternit fundada en Colombia, Nacobre, Mexalit, Plycem, entre otros inicia sus operaciones en diferentes décadas, ambas enfocándose en la producción de materiales metálicos o productos de construcción para edificios y hogares. A partir de agosto del año 2000 se formaría la empresa Grupo Kaluz adquiriendo las empresas Mexalit y Eternit Colombia, más tarde empezaría con una gran línea de adquisiciones empresariales como Eureka México y Plycem. En el año 2009 se crea la empresa Elementia respetando su enfoque en la industria de la construcción, en ese mismo año adquiere Nacobre que anteriormente le pertenecía a Carso Infraestructura y Construcción una división de Grupo Carso y en julio del mismo año adquiere la empresa Frigocel, una empresa fabricadora de plástico. En el año 2011 Elementia adquiere Techos Fibraforte, más tarde en el año 2014 adquiere la empresa Cementos Fortaleza con el 100% de sus acciones con un valor de 225 millones de dólares. En el año 2016 Elementia compra el 55% de la cementera estadounidense Giant Cement Holdings Inc. con la intención de acceder sus operaciones en los Estados Unidos, más adelante el primer día de diciembre del mismo año se concluye la adquisición de Giant Cement Holding Inc. por parte de la empresa.

## Información Corporativa
Elementia está conformada por empresas fusionadas y adquiridas con el propósito de constituirse en una compañía de alto portafolio en la industria de la construcción. La empresa actualmente cuenta con más de 5,000 distribuciones diferentes independientes y clientes a lo largo de 45 países que cubre todas las etapas de construcción. Sin embargo Elementia es conocida por ser la empresa número uno en fabricar fibrocemento en América Latina y el número dos en los Estados Unidos.